# CB Puig d'en Valls
Pour les articles homonymes, voir Puig.
Le Club Basquet Puigs d'en Valls, ou EBE Promociones P.D.V. Santa Eulalia, est un club espagnol de basket-ball fondé en 1995 et basé à Santa Eulària des Riu (île de Ibiza, aux Baléares). 
Le club joue pendant 10 ans en Ligue féminine, soit le plus haut niveau du championnat espagnol. En 2012, à la suite de problèmes économiques, il renonce aussi à participer à la Ligue féminine 2.

## Historique
Le club participe à trois Eurocoupes, en 2004, 2009 et 2010. Lors de ces deux dernières participations, il atteint les huitièmes de finale.
En 2008, il se classe troisième de la ligue féminine d'Espagne, meilleur résultat de l'histoire du club. 
En 2009, il arrive pour la première fois en finale de la Coupe de la Reine mais perd 60-65 face à Ros Casares Valence. 
En 2010, il joue la finale de la Supercoupe mais perd aussi 68-64 face à Ros Casares Valence. 

## Entraîneurs successifs
- Depuis ? : ?

## Joueuses célèbres ou marquantes
- Fatou Dieng
- Sandra Dijon-Gérardin
- Sancho Lyttle
- Silvia Morales